# Museum Nijkerk
Museum Nijkerk is een museum dat de geschiedenis van de stad Nijkerk tentoonstelt. Het museum is gevestigd in het laatmiddeleeuwse gasthuis, een rijksmonument in het centrum van Nijkerk, tegenover de Grote Kerk. 
Het museum wordt geëxploiteerd door een aparte stichting, Stichting Oud Nijkerk die zich ten doel stelt de cultuurhistorische geschiedenis levendig en toegankelijk te houden voor een breed publiek. Naast het verzamelen van voorwerpen en gegevens wordt ook historisch onderzoek gedaan. Hoofdonderwerpen van de collectie zijn ambachten, architectuur en streekhistorie. 
Als deelnemer aan CollectieGelderland is het museum bezig haar collectie digitaal te ontsluiten. Jaarlijks zijn er twee of drie exposities die te maken hebben met de historische ontwikkeling van Nijkerk. Het museum verzorgt ook stadswandelingen.
Bijzondere objecten in het museum zijn een witglazen gevlochten mandje (gevonden aan de Westkadijk) uit glasfabriek Padang, Nijkerkse souvenirs en het schilderij Zicht op de haven, van Andries Verleur (1876–1953).

## Geschiedenis

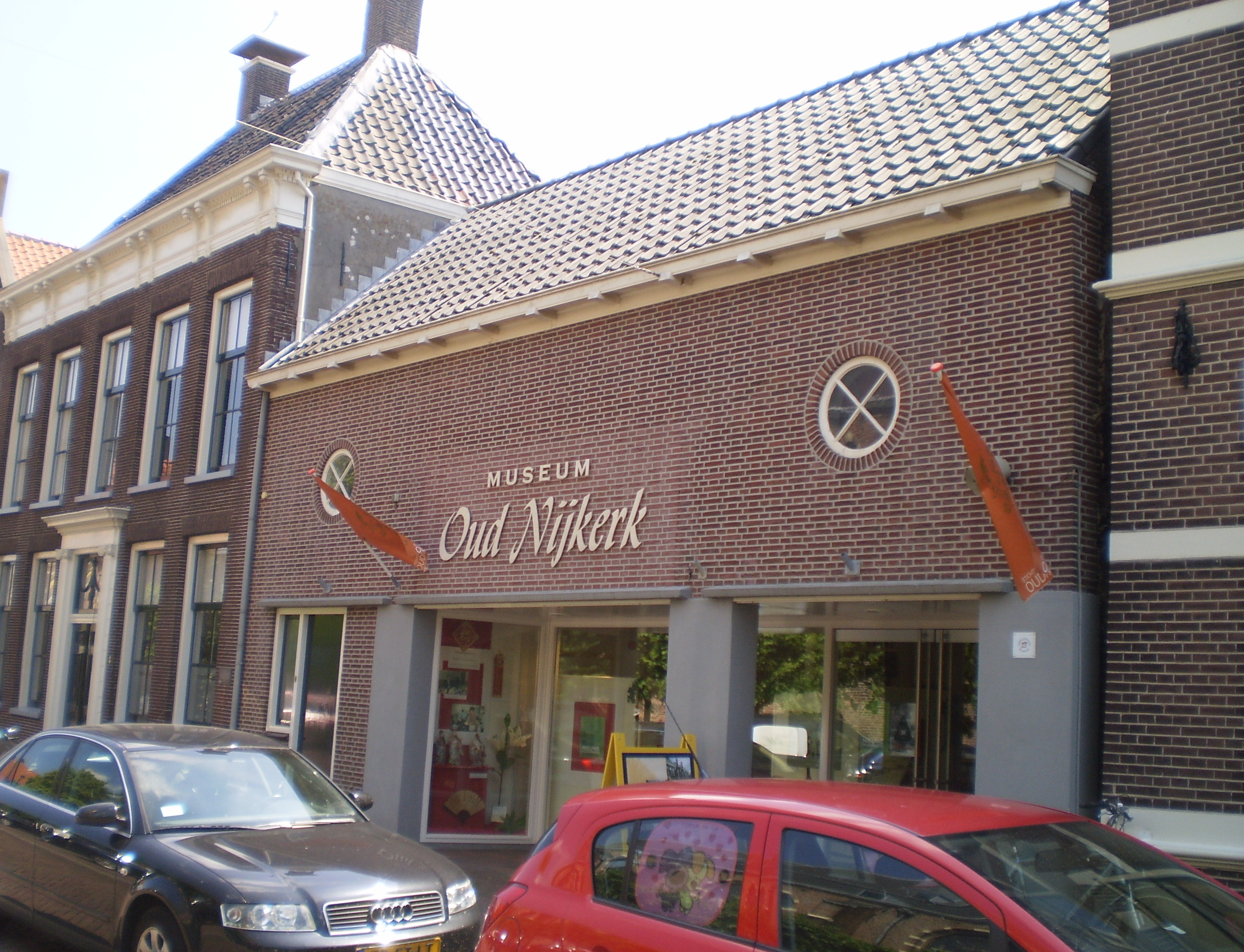
Museum Oud Nijkerk in 2011

'Museum Oud Nijkerk' werd in 1968 opgericht en was gevestigd aan de Holkerstraat. Het had een expositie waarbij bezoekers in 12 stappen kennis maakten met de geschiedenis van Nijkerk. In 2013 werd het huidige pand aan de Venestraat aangekocht dat na een verbouwing in 2015 werd betrokken. De naam werd tezelfdertijd gewijzigd in 'Museum Nijkerk'. In dat jaar vormde de feestelijke herdenking van 600 jaar stadsrechten aanleiding tot een nieuwe tentoonstelling. 

## Sponsoren en vrienden
De sponsors van het museum zijn verenigd in het zogenaamde Antoniusgilde. Daarnaast bestaat de mogelijkheid om 'vriend' van het museum te worden; daarbij ontvangt men 4x per jaar het blad VROGGER met artikelen over de historie van Nijkerk. In 2025 worden vroegere jaargangen (1982-2016) van dit blad gepubliceerd op de website van het museum.